# Burgon-Gruppe

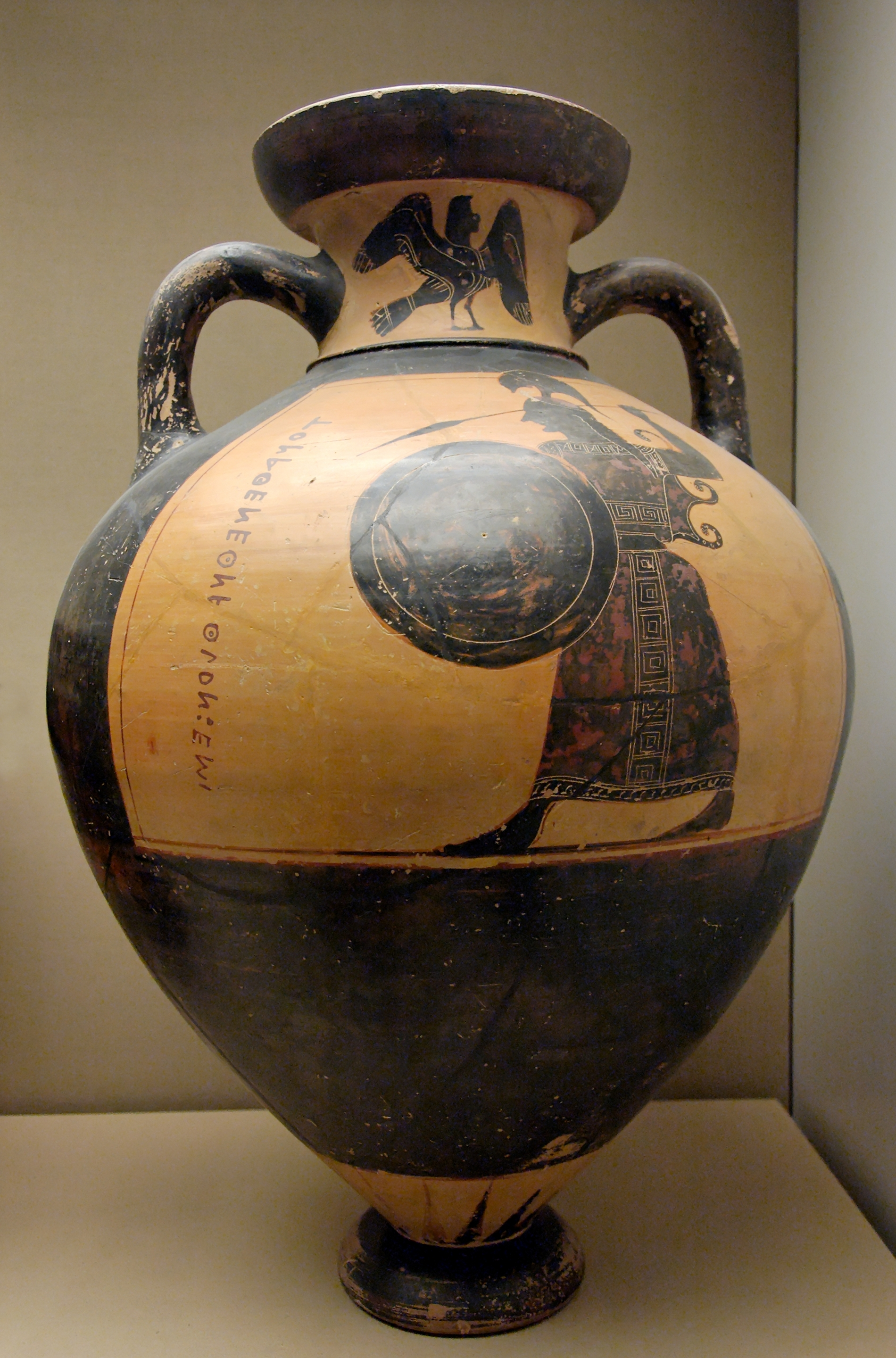
Panathenäische Amphora, um 565/560 v. Chr.

Die mit dem Notnamen Burgon-Gruppe bezeichnete Gruppe antiker griechischer Maler wirkte im mittleren Drittel des sechsten Jahrhunderts v. Chr. in Athen. Die Künstler der Gruppe waren Vertreter des schwarzfigurigen Stils der Vasenmalerei.

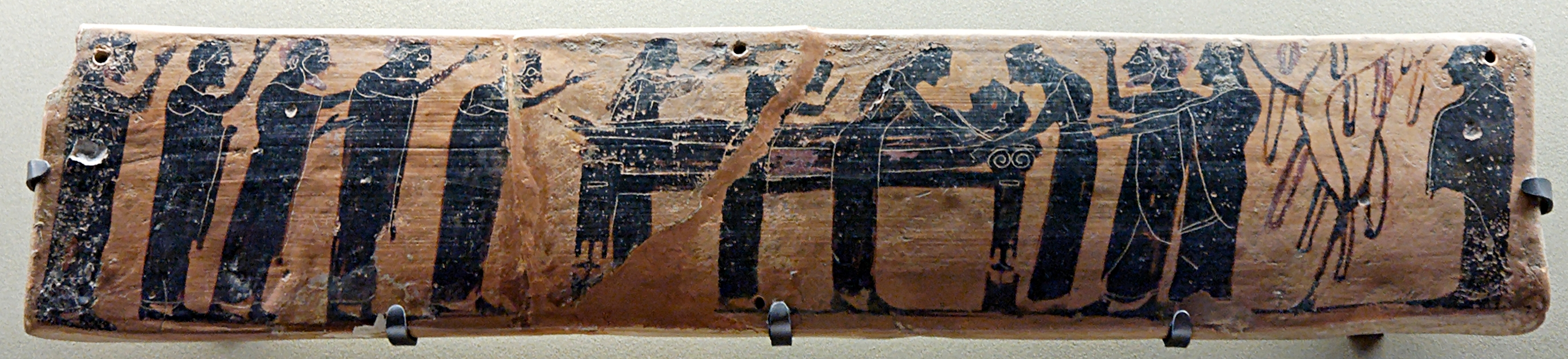
Pinax der Burgon-Gruppe: Prothesis, Paris, Louvre CA 255

Ihren Namen erhielt sie nach Thomas Burgon (1787–1858), der die Ausgrabung der zur Gruppe gehörigen frühen Preisamphora London, British Museum B 160 im Jahre 1813 in Athen überwachte.
Besondere Bedeutung erlangte die Gruppe, die aufgrund stilistischer Übereinstimmungen in der neuzeitlichen Forschung zusammengefasst wurde, dadurch, dass von ihr die früheste erhaltene Panathenäische Preisamphore (Burgon-Vase) stammt. Diese ist auch die Namenvase der Gruppe. Auf der Vorderseite ist die für solche Amphoren übliche Göttin Athene abgebildet, auf der Rückseite ein zweispänniger Wagen beim Rennen. Ein weiteres bekanntes Werk ist eine Sianaschale auf der eine Aussaat, die möglicherweise einen mythologischen Hintergrund hat, zu sehen ist. Der Gruppe steht stilistisch der Maler von London B 76 nahe.